# Eremobates tejonus
Eremobates tejonus är en spindeldjursart som beskrevs av Chamberlin 1925. Eremobates tejonus ingår i släktet Eremobates och familjen Eremobatidae. Inga underarter finns listade i Catalogue of Life.